# Jazzclub Villingen
Der Jazzclub Villingen ist einer der ältesten deutschen Jazzclubs; er besteht seit 1961.
Der Club befindet sich in der Webergasse 5 in Villingen. Hier spielten Stars wie Ernie Watts, Eberhard Weber, Enrico Rava, Albert Mangelsdorff, Archie Shepp, aber auch jüngere Musiker wie Kalle Kalima, Frederik Köster oder Benedikt Jahnel. In den Anfangsjahren spielten immer wieder Musiker, die im MPS-Studio von Hans Georg Brunner-Schwer, der dem Jazzclub freundschaftlich verbunden war, zu Aufnahmen gastierten.
Der Jazzclub Villingen führt seit vielen Jahren seine Konzerte samstags durch; es finden im Jahr zwischen dreißig und vierzig Konzerte statt. 2013 wurde der Verein für seine Programmarbeit ausgezeichnet und erhielt von Staatsminister Bernd Neumann den deutschen Spielstättenpreis. Seit einem Jahrzehnt sind Rainer Horn, Friedhelm Schulz und Simeon Disch für das Programm verantwortlich. Über die Veranstaltungsarbeit im Jazzkeller hinaus engagiert sich der Jazz-Club auch um die Verbesserung der Rahmenbedingungen speziell für den Jazz in Deutschland und ist von Beginn an im Jazzverband Baden-Württemberg federführend aktiv.